# Inserción del capitalismo en la Unión Soviética

Bandera de la Unión Soviética.

La inserción del capitalismo en la URSS (1985-1999) es el proceso que experimentaron ciertos territorios soviéticos para llevar a cabo la transición del socialismo al capitalismo a finales del siglo XX. Las primeras medidas para aliviar la economía y obtener mayores beneficios se iniciaron con las reformas de Gorbachov entre 1985-1986 y le sucedieron durante la presidencia de Boris Yeltsin en la Federación Rusa desde 1991 hasta 1999.

## La liberalización económica durante la etapa de Gorbachov (1985-1991)

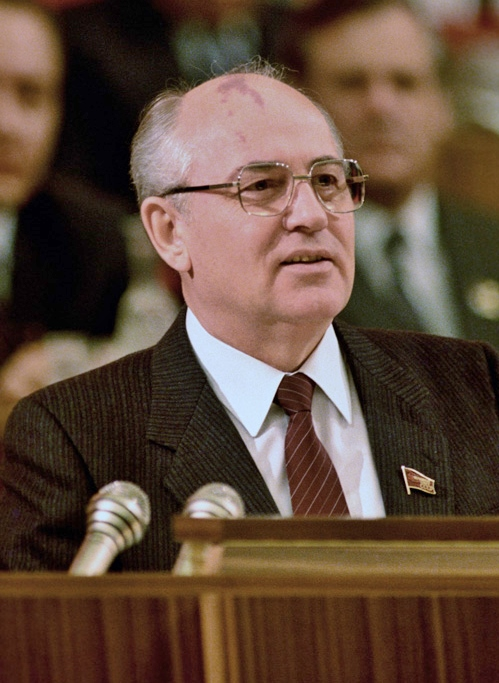
Gorbachov durante 1987

Para la fecha de 1985 la URSS se basaba en el sistema económico del socialismo y poseía fábricas capaces de producir masivamente productos, pero no podía responder a los gustos de los consumidores; además de poseer una renta per cápita inferior a la de Estados Unidos y llevar en crisis desde 1970.  Después de haber sufrido la caída del crudo y el gas natural, se era consciente de cómo Estados Unidos atraía el capital financiero en forma de créditos al Tercer mundo y era menester que la URSS saliese de la crisis.
Gorbachov llevó a cabo una serie de debates públicos con base en la política de glasnost, lo que resultó decisivo para establecer un debate libre en la URSS, hecho que ningún líder soviético había intentado antes Sus reformas fueron conocidas como uskoréniye (aceleración), pero los términos glasnost (apertura) y perestroika (reconstrucción) fueron los más famosos. La perestroika y sus reformas radicales fueron enunciadas en el XXVII Congreso del Partido, entre febrero y marzo de 1986. Se aceptó la reforma económica de las empresas y la libertad de producir para un mercado que debía liberalizarse, estimulando la iniciativa privada. Gorbachov había dado un paso hacia adelante con la reforma económica sobre la Ley sobre las empresas estatales en 1988 y la Ley sobre cooperativas, donde éstos podrían fijar sus propios precios y hacer negocios tanto dentro como fuera de la unión; siendo la primera vez en 60 años que se permitía la creación de empresas que no fueran estatales.

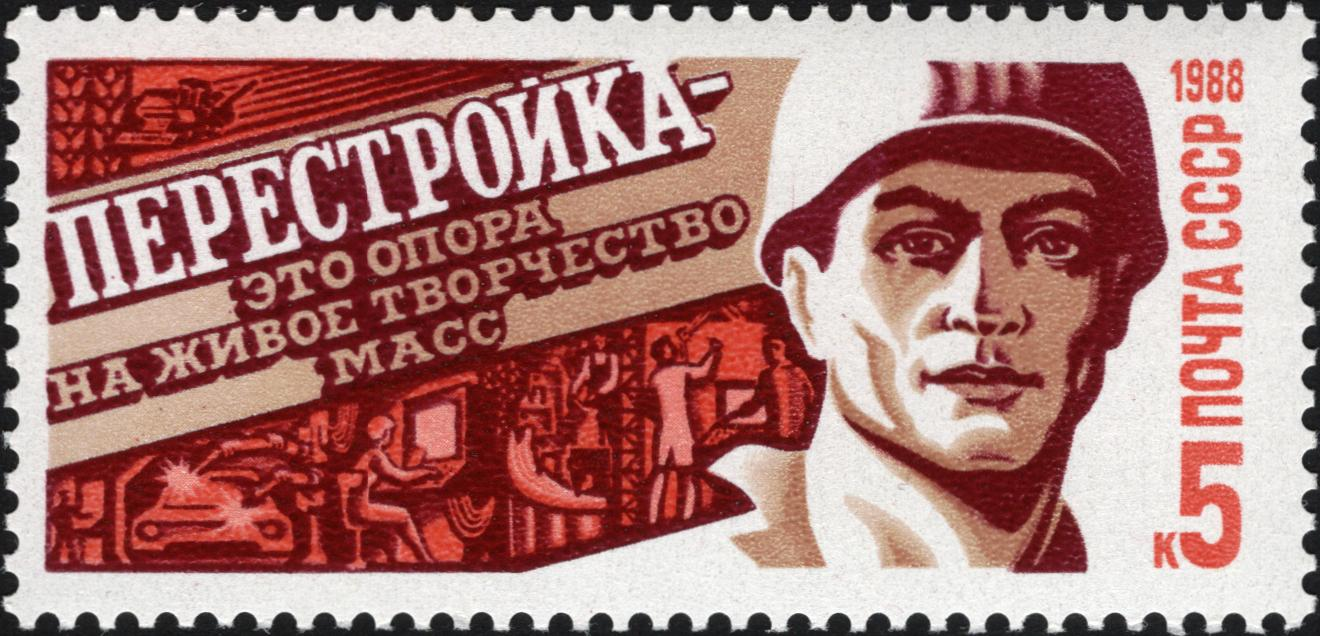
Sello soviético de 1988 que promociona la Perestroika

La idea de que la crisis era algo exclusivo del capitalismo se desvanecía pues los indicadores económicos para la Unión Soviética 1989 eran críticos;  se había quedado atrás la tecnología informática y biotecnológica; a costa de poder llevar a cabo la carrera armamentística que si había crecido. Las reformas económicas se llevaron un contexto difícil, debido a la guerra de Afganistán que hasta su retirada en 1989 supuso un gasto considerable al igual que el accidente nuclear de Chernóbil que supuso un elevado coste humano y económico.  Las reformas económicas no dieron los resultados deseados, al tiempo que los regímenes del Bloque del Este se comenzaban a alejar como pudo demostrar la Caída del Muro de Berlín el 9 de noviembre de 1989.

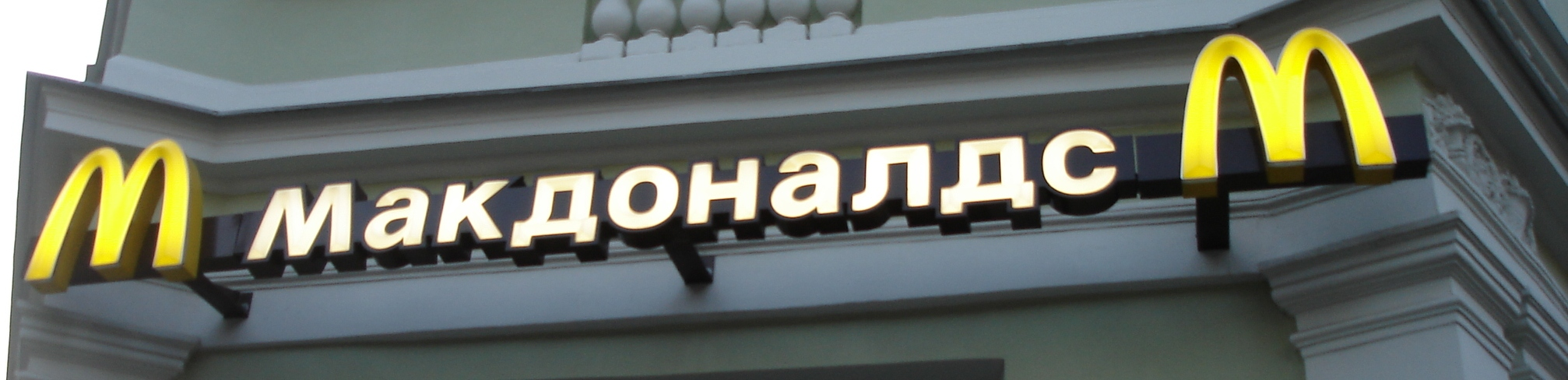
McDonald's en Rusia, instaurados desde el 31 de enero de 1990

La población anhelaba un cambio en la URSS y estas reformas a medio camino entre socialismo y capitalismo se quedaban cortas para una sociedad que se encontraba limitada económica y políticamente; ejemplo de ello fue la gran aglomeración de gente tras la primera apertura de McDonald´s en Rusia. En agosto de 1991 se produjo un intento de golpe de Estado militar y civil en el que intervinieron sectores de altos funcionarios del PCUS y altos cargos para destituir a Gorbachov y volver a la antigua política soviética. Fracasó por la acción de Boris Yeltsin, quien después decidió ilegalizar el PCUS y reconoció la independencia de las repúblicas bálticas.

## Colapso de la economía en la Rusia de Yeltsin (1991-1999)
A finales de 1991 tuvo lugar la disolución de la URSS  y para intentar resolver la situación generada de los nuevos estados independientes tuvo lugar la creación de la CEI (Bielorrusia, Ucrania, Moldavia, Armenia, Azerbaiyán, Uzbekistán, Kazajistán, Kirguistán, Tayikistán, Turkmenistán) como un espacio económico común con fuerzas armadas unificadas, que buscarían la estabilidad y resolución de los problemas económicos.
Durante 1992 Yeltsin fue más allá que Gorbachov y liberizó los precios de la mayor parte de los productos de las tiendas en la Federación rusa, con lo que el gobierno renunciaba así a los derechos de fijar los precios en los artículos de consumo, siendo esta una de las primeras reformas que buscaban equilibrar el presupuesto y privatizar toda la economía. Sin embargo, la medida optada generó el miedo entre la población y la incertidumbre pues se temía un empobrecimiento masivo; además de que los pensamientos de la sociedad estaban convulsos al haber sido soviéticos orgullosos de los logros de la URSS que ahora pasaban a ser ciudadanos de un estado aquí no se vean cómo referirse.

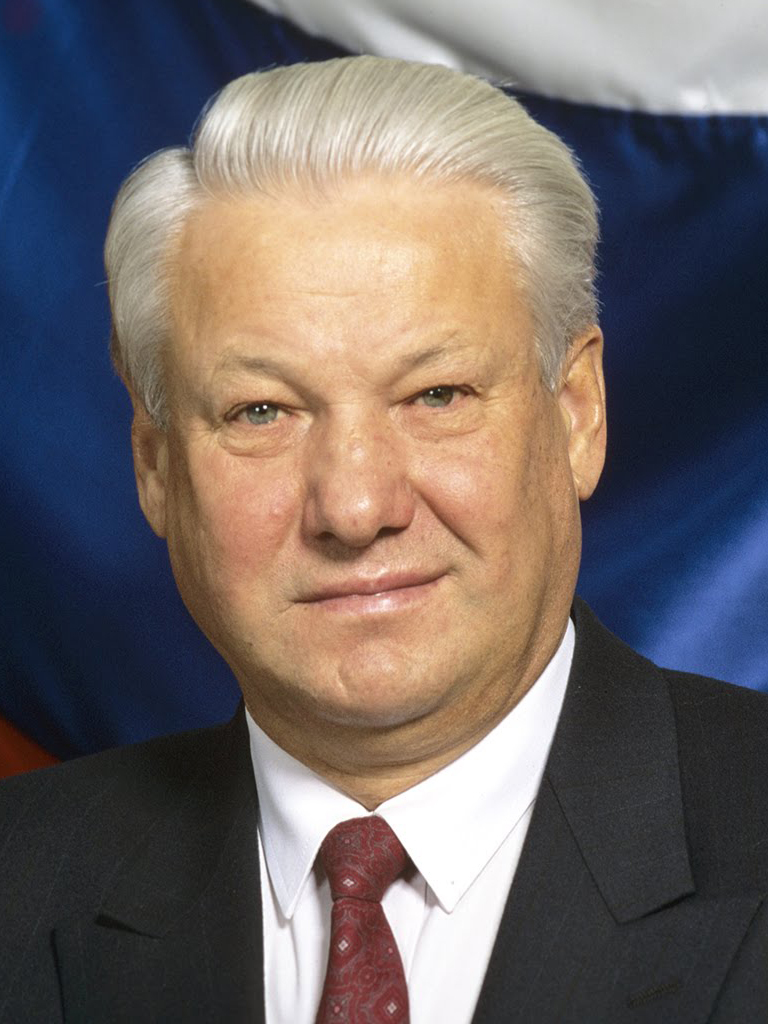
Boris Yeltsin (1991-1993)

El presidente ruso evitaba la palabra capitalismo y optaba por la economía de mercado, donde inicialmente aumentó el coste de la vida, pero la gente aun así era capaz de salir adelante mediante ahorros. Las medidas tomadas por Yeltsin y Gaidar eran la de privatizar las empresas y estabilizar la moneda. Ese mismo año, el desencanto hacia el presidente se extendía por toda la sociedad debido a que la producción fue menor que en el año anterior y la inflación seguía por encima de lo normal; haciendo que la economía regresase a las antiguas prácticas del trueque.
Además de esto, el comercio interior se combinó con él capitalismo gran escala en el que comenzaron a aparecer tenderetes que vendían todo tipo de productos cómo alcohol, pulseras o bebidas que produjeron una entrada masiva de artículos de importación; donde las empresas rusas no tardaron en usar esto a su favor para crear productos nacionales y venderlos a los precios comunes de un producto exterior. El desarrollo de la economía de mercado en Rusia vino asociado a la generalización de la delincuencia; pues se llevaba a cabo con normalidad el soborno a los funcionarios y al Gobierno central.
Para el último trimestre de 1993 se consiguió que se eliminarán todos los controles que quedaban sobre el precio de los artículos de consumo, pero la inestabilidad política y la guerra de Chechenia mostraban las dificultades económicas y políticas que presentaba el gobierno ruso. Debido a ello es por lo que en 1995 el 65% de las empresas industriales estaban en manos privadas y bajo la tutela del ministro de economía se había logrado reducir la tasa de inflación.

Bandera de Rusia adoptada en 1993

La reelección de Yeltsin en 1996 no fue recibida con entusiasmo pues era un personaje autoritario y muchas de sus políticas eran detestadas por la población, cómo pudo ser la invasión de Chechenia. Se calcula que para 1995 el 20% de la población estaba por debajo del umbral de pobreza establecido por las Naciones Unidas y los empleados estaban desorientados pues tenía la incertidumbre respecto al futuro, al temer al desarrollo del capitalismo en un país que pudiera dar lugar a una inflación mayor con un aumento de la delincuencia y el desempleo.
Rusia tuvo un producto interior bruto cambiante entre 1990-1999 donde se aprecia una recuperación desde 1994 que se debe en gran medida a las ayudas del FMI. La compra de dólares puso por debajo el valor del rublo, donde los ejecutivos que cumplían las metas del plan con una contabilidad ficticia durante la Unión Soviética; ahora están en un mercado internacional en el que se vuelven a situar en el de la oferta y demanda.

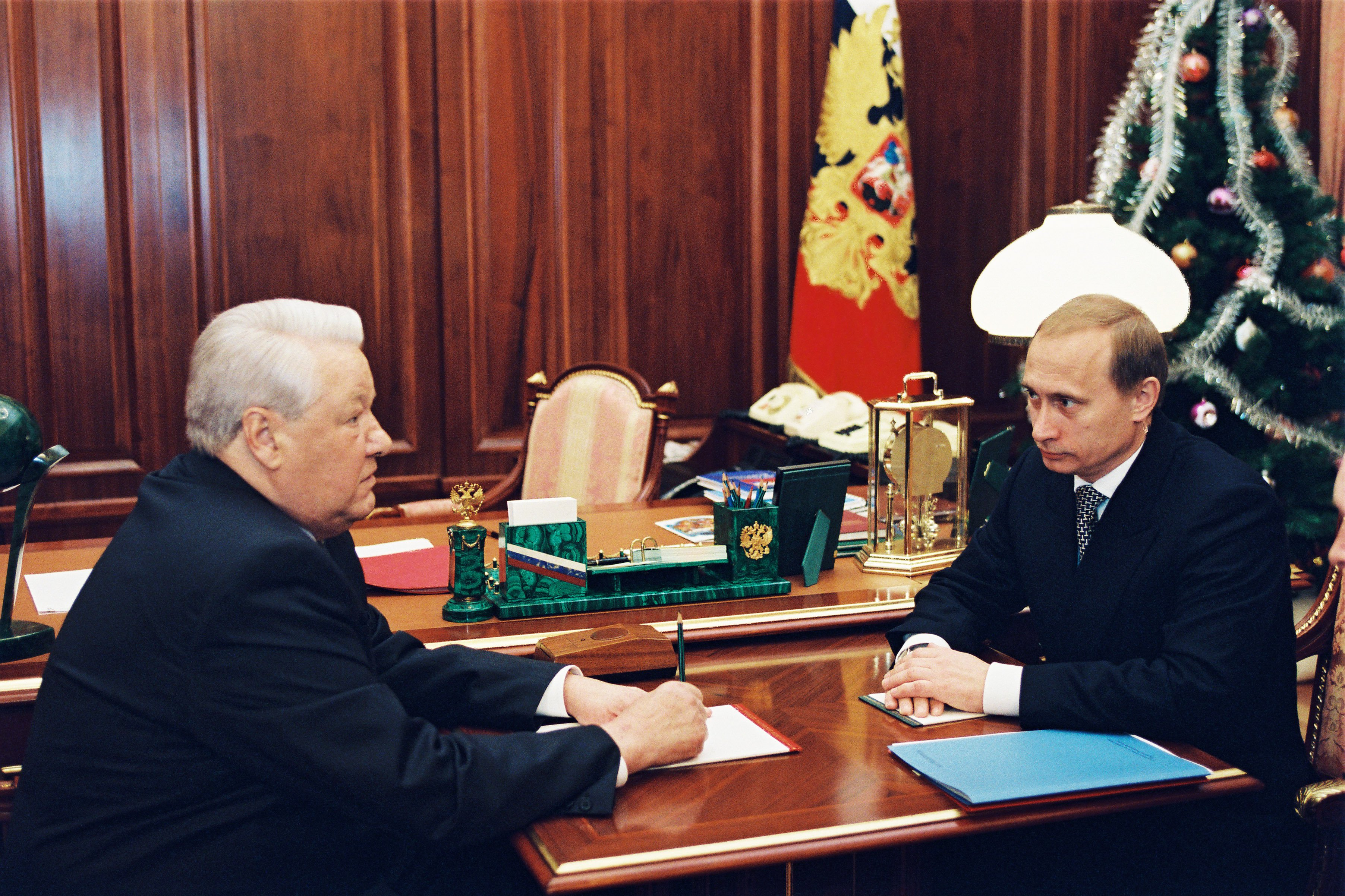
El presidente Boris Yeltsin se reunió con el primer ministro Vladímir Putin

La Federación rusa sufrió la continuidad de una profunda crisis económica que se había iniciado años antes , que no cesó en toda la gestión de Gorbachov o Yeltsin, que culminó con la crisis financiera en 1998, poniendo en peligro todos los mercados financieros. El rublo se devaluó un 26.7% y se esperaba una hiperinflación para 1999 que fue analizada por el FMI con base en la parálisis de los pagos y caída de la economía. Sin embargo, la economía rusa no cayó como se esperaba debido a las políticas sociales que buscaron reforzar a la población y al control de la salida de divisas que evitó una mayor devaluación del rublo. Aparte de ello, el marco del mercado mundial ayudó a mejorar las exportaciones de Rusia sobre todo las dedicadas a los energéticos, metales y materias primas.
A largo de 1999 la situación política comenzó a ser preocupante para él, por ello pese a los grandes problemas que dejaba sin resolver se preocupó finalmente para encontrar a un candidato que le sucediera y le permitiera la seguridad de protegerlo tanto a él como a sus allegados. Ante la existencia de una oposición que podría ser peligrosa, si quería mantener las garantías de impunidad debía elegir concienzudamente a su sucesor; es por ello que sucedieron en el cargo de primer ministro 3 candidatos hasta que finalmente dio a conocer al coronel Vladímir Putin.